# Pont d'Àrreu
El Pont d'Àrreu és un pont romànic del poble d'Àrreu, dins de l'antic terme de Sorpe i l'actual d'Alt Àneu, a la comarca del Pallars Sobirà.
Es troba just a llevant del penyal on hi hagué el Castell d'Àrreu. Pel pont travessa la Noguera Pallaresa el camí que puja al poble d'Àrreu, actualment despoblat. S'assenta directament sobre la roca mare convenientment tallada. Per tal d'evitar el desnivell existent entre ribes, la barbacana del marge dret es prolonga uns quants metres fins a trobar el mateix nivell.
De dimensions petites, consta d'un únic arc de mig punt, sense baranes. Fa uns 14 metres de llarg per 3,1 d'ample, amb 6 metres d'alçada fins al nivell habitual de l'aigua del riu. L'arc està format per dovelles fetes amb lloses allargades i ben treballades. Ensorrat i refet diverses vegades, s'hi observen almenys tres moments constructius diferents.